# Адранон
Адранон, также Адран (др.-греч. Ἀδρανόν или др.-греч. Ἀδρανός) — античный полис и археологический памятник на территории Сицилии рядом с городом Адрано. Расположен у юго-западного подножья Этны. Согласно античным источникам город был основан в 400 году до н. э. сиракузским тираном Дионисием Старшим на месте храма богу огня и персонификации Этны Адрану. Рядом с городом в 345 году до н. э. произошла битва между войсками сиракузского узурпатора Гикета и коринфского военачальника Тимолеонта. В 263 году до н. э., во время Первой Пунической войны, Адранон попал под власть Рима. После этого он не упоминается в источниках.

## История

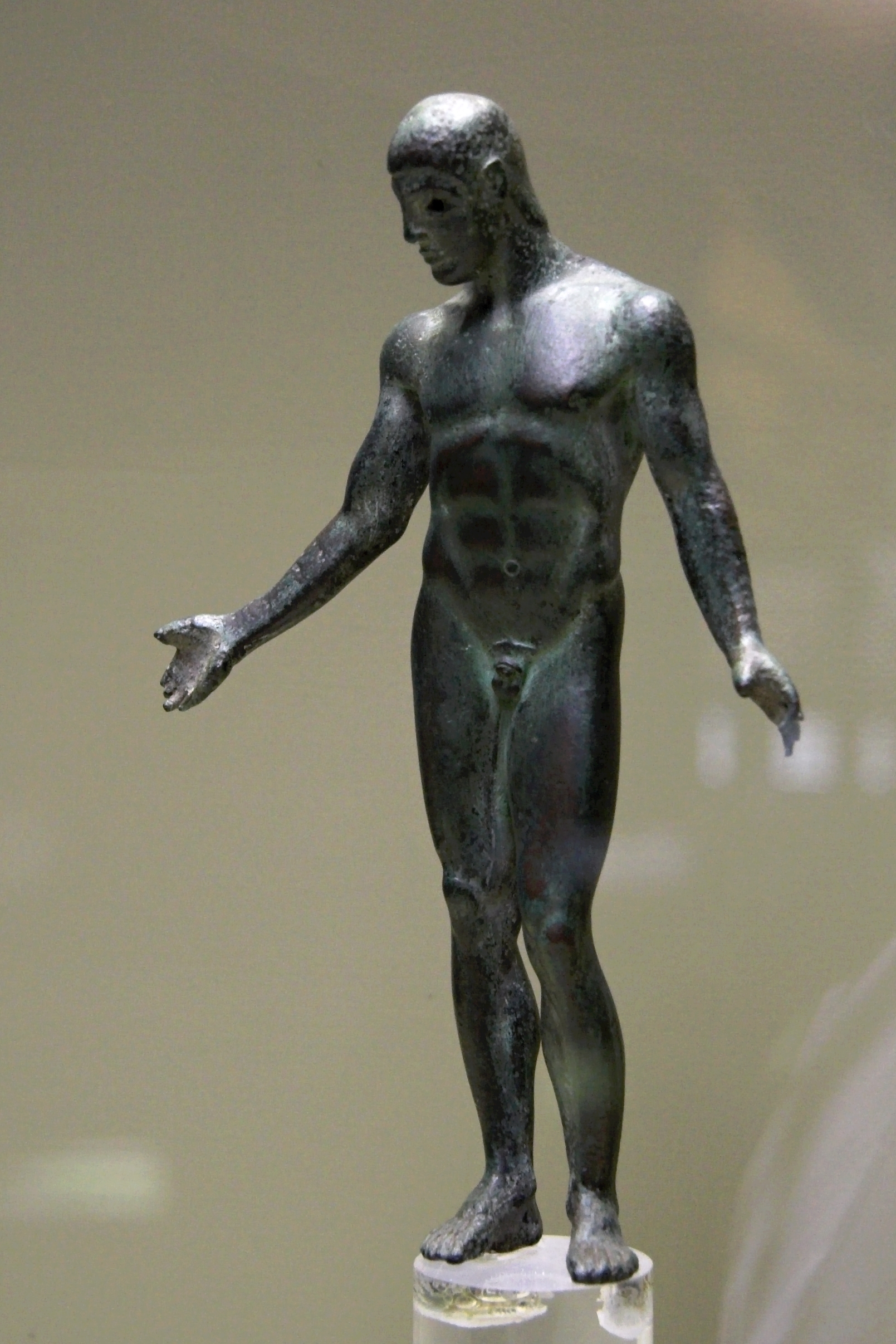
Эфеб из Адрана. Бронзовая статуэтка из археологического музея Сиракуз

Область Адранона была населена ещё в период неолита. В 4 км от Адранона находился город, который археологи называют Мендолито. В 1962 году в журнале Schweizer Münzblätter опубликовали статью о монете, на аверсе которой размещена легенда ΠΙΑΚΙΝΟΣ, а на реверсе — ΑΔΡΑΝ. На её основании были высказаны предположения о том, что первое поселение на месте Адранона носило название Пиакиноса. Версия в научной среде не стала общепринятой.
Область Адранона была центром культа бога огня и персонификации Этны Адрана. В ней находился его главный храм. Это божество имело финикийское происхождение. Греки отождествляли его с Гефестом. При храме жило множество священных животных Адрана собак. Кроме Адрана-бога огня существовал ещё и одноимённый речной бог, которого связывали с рекой Симето (античное название Адран) на которой располагалось поселение сикулов.
Первое упоминание Адранона содержится в «Исторической библиотеке» Диодора Сицилийского. При описании событий 400 года до н. э. он пишет «Дионисий основал в Сицилии город у подножия Этны, назвав его Адранон в честь известного храма». По всей видимости город находился во власти Сиракуз до того момента, как в него прибыл в 345 году до н. э. Тимолеонт с войсками. После его высадки в Тавромении положение Тимолеонта было весьма шатким. Узурпатор Сиракуз Гикет, узнав о высадке на Сицилии греков, призвал на помощь карфагенян. Сицилийские города также поначалу отнеслись с недоверием к греческому военачальнику. У них была свежа память об афинянине Каллиппе и спартанце Фараке, которые заявляли о стремлении добиться независимости сицилийских полисов, но на деле проявили себя ещё большим, по сравнению с тиранами, злом. Лишь жители одного города Адранона разошлись во мнениях. Одни призвали на помощь Гикета, другие — Тимолеонта. Обе армии выступили в направлении Адранона. Тимолеонту удалось незаметно подойти к лагерю Гикета и напасть на не готовых к сражению солдат. Потери Гикета составили около 300 убитыми. Шестьсот солдат было взято в плен. Победа имела большой моральный эффект. Жители Адранона открыли ворота города и присоединились к коринфянам. После успешной битвы на сторону Тимолеонта стали переходить и другие сицилийские города.
В 263 году до н. э. город во время Первой Пунической войны попал под власть Рима и стал его данником. Упоминания об Адраноне относительно его дальнейшей судьбы в античной литературе отсутствуют.

## Монеты Адранона

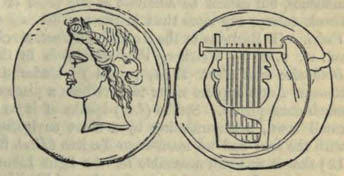
Монета Адранона. На аверсе изображён Аполлон, на реверсе — лира

На территории Адранона в период 345—317 годов до н. э. чеканили бронзовые монеты номиналом в ½ и 1/6 литры, а также ½ драхмы. Нумизматы выделяют четыре монетных типа монет Адранона:
1. аверс — бюст Аполлона, реверс — лира;
2. аверс — бюст речного бога Адрана, реверс — бык;
3. аверс — бюст Афины в коринфском шлеме, реверс — осьминог;
4. аверс — женская голова, реверс — зерно ячменя в лавровом венке.

Монетные типы могут иметь разновидности в виде наличия тех или иных обозначающих город надписей (AΔΡANITAN, A-Δ-Ρ-A-N-I-TAN, AΔΡA), различного количества струн на лире.

## Археологические раскопки
Археологические раскопки в области Адранона начались в 1959 году. Археологами на месте Адранона были обнаружены различные артефакты и постройки, в том числе городские ворота и стены VI века до н. э. с нерасшифрованными надписями на сикульском языке, бронзовые статуэтки, керамические изделия. Часть находок экспонируются в археологических музеях Адрано и Сиракуз.
Могилы некрополя имеют необычный для Сицилии вид, так как расположены в лаве и по виду напоминают микенские толосы.